# Cykl Corich

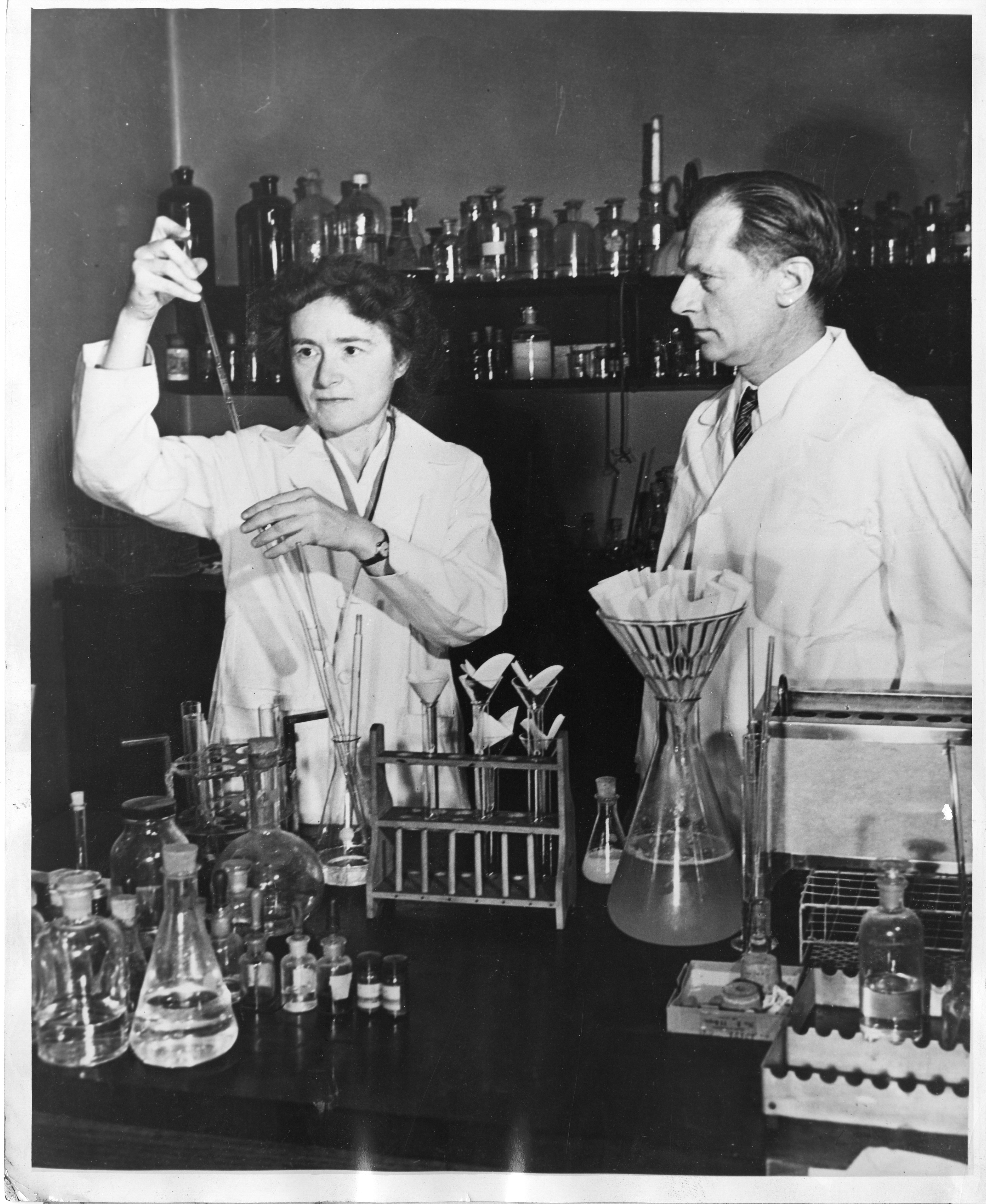
Gerty i Carl Cori

Cykl Corich (cykl kwasu mlekowego) – ciąg przemian metabolicznych, w którym mleczan, powstały na drodze beztlenowej glikolizy w mięśniach szkieletowych i erytrocytach, jest transportowany poprzez krew, do wątroby (a także nerek) i wykorzystywany w procesie glukoneogenezy do syntezy glukozy, która następnie poprzez krew dostaje się do różnych tkanek i jest ponownie wykorzystywana do glikolizy. Nazwę zawdzięcza swoim odkrywcom, Gerty Cori i Carlowi Cori, którzy w 1947 roku otrzymali za to odkrycie nagrodę Nobla.

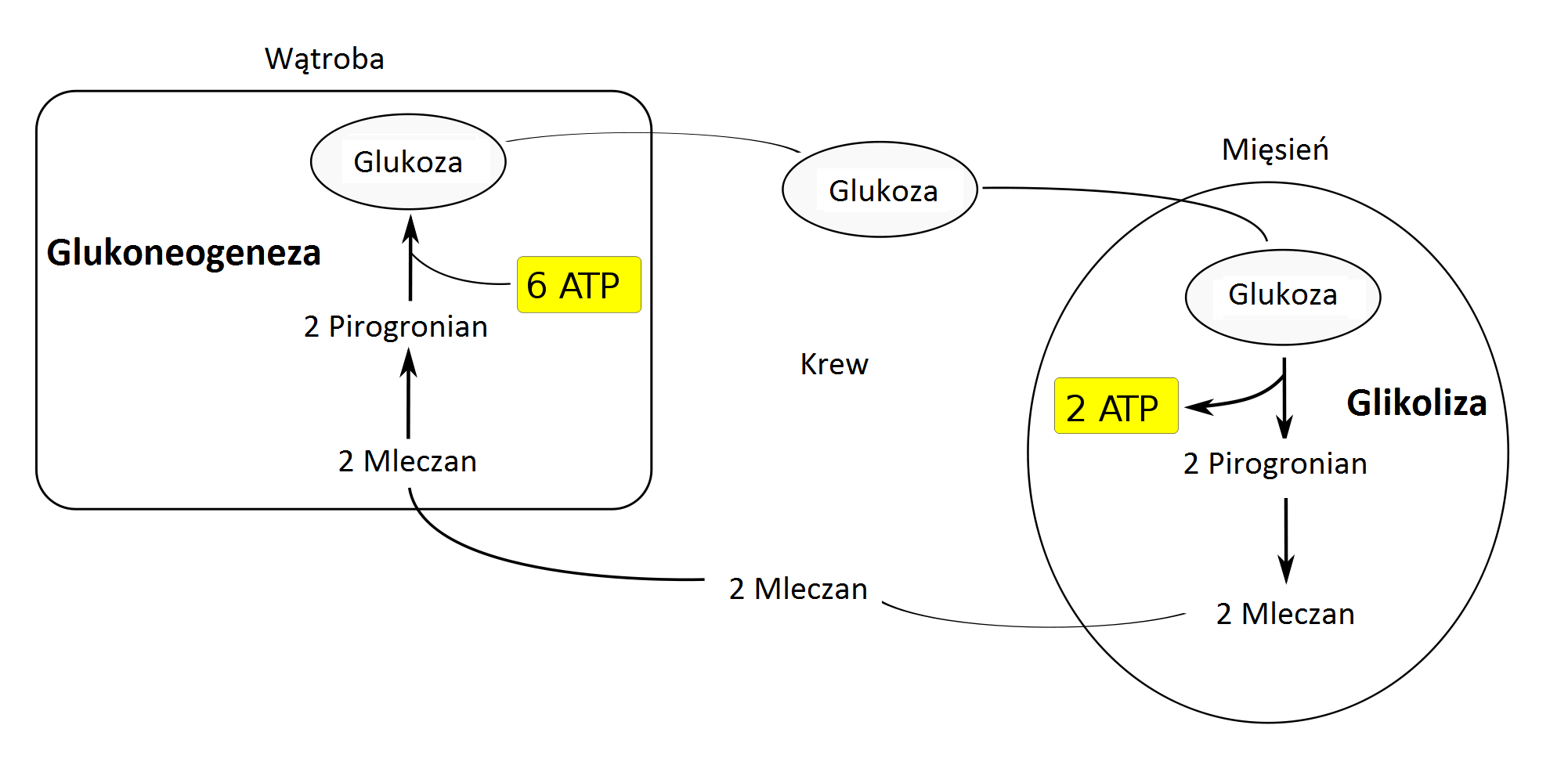
Cykl Corich